# Nicolae Soare
Nicolae Alexandru Soare (* 20. September 1991 in Buzău) ist ein rumänischer Leichtathlet, der sich auf den Langstreckenlauf spezialisiert hat.

## Sportliche Laufbahn
Erste Erfahrungen bei internationalen Meisterschaften sammelte Nicolae Soare im Jahr 2010, als er bei den Juniorenweltmeisterschaften im kanadischen Moncton in 30:37,23 min den 14. Platz im 10.000-Meter-Lauf belegte. Im Jahr darauf wurde er bei den U23-Europameisterschaften in Ostrava in 30:34,41 min, 16. und 2012 gewann er bei den Balkan-Meisterschaften in Eskişehir in 8:33,41 min die Silbermedaille im 3000-Meter-Lauf und auch über 5000 m gewann er in 14:49,50 min Silber. Zudem wurde er beim Halbmarathon in Cluj-Napoca in 1:06:43 h Dritter und beim Halbmarathon in Oradea lief er nach 1:05:24 h auf dem zweiten Platz ein. 2013 gewann er bei den U23-Europameisterschaften in Tampere in 29:43,76 min die Silbermedaille über 10.000 m hinter dem Spanier Gabriel Navarro und im 5000-Meter-Lauf belegte er in 14:27,68 min den achten Platz. Mitte September siegte er dann in 1:04:26 h bei den Balkan-Halbmarathonmeisterschaften in Oradea. Bei den Halbmarathon-Weltmeisterschaften 2014 in Kopenhagen erreichte er nach 1:04:07 h Rang 63 und siegte später im Jahr in 1:04:53 h beim Bukarest-Halbmarathon. Zudem siegte er Ende Juli auch bei den Balkan-Meisterschaften in Pitești in 14:17,95 min über 5000 m. 2015 nahm er an der Sommer-Universiade in Gwangju teil und gewann dort in 29:18,71 min die Silbermedaille über 10.000 m hinter dem Russen Igor Maximow. Zudem belegte er in 1:07:49 h den Zehnten Platz im Halbmarathon. Anschließend wurde er bei den Balkan-Meisterschaften in Pitești in 14:36,60 min Vierter über 5000 m. Bei den Halbmarathon-Weltmeisterschaften 2016 in Cardiff wurde er nach 1:06:18 h 48. und nahm anschließend im Marathonlauf an den Olympischen Sommerspielen in Rio de Janeiro teil und gelangte dort nach 2:31:53 h auf Rang 126. Anschließend wurde er positiv auf Meldonium getestet und daraufhin für mehrere Monate gesperrt.
2017 gewann er bei den Studentenweltspielen in Taipeh in 29:12,76 min erneut die Silbermedaille über 10.000 m, diesmal hinter dem Ugander Sadic Bahati und über 5000 m belegte er in 14:03,12 min den vierten Platz. Bei den Halbmarathon-Weltmeisterschaften 2018 in Valencia gelangte er nach 1:06:14 h auf Rang 97 und im August klassierte er sich bei den Europameisterschaften in Berlin mit 29:13,82 min auf dem 19. Platz über 10.000 m. 2019 siegte er in 1:03:47 h bei den rumänischen Halbmarathonmeisterschaften und 2020 gewann er bei den Balkan-Meisterschaften in Cluj-Napoca in 14:14,09 min die Silbermedaille über 5000 m, ehe er bei den Halbmarathon-Weltmeisterschaften in Gdynia nach 1:03:14 h auf Rang 63 einlief. 2021 siegte er in 8:04,23 min bei den Balkan-Meisterschaften in Smederevo über 3000 m sowie in 13:49,13 min auch über 5000 m und wurde im Herbst in 1:05:24 h Dritter beim Sofia-Halbmarathon. Im Jahr darauf kam er bei den Balkan-Meisterschaften in Craiova über 5000 Meter nicht ins Ziel und 2023 belegte er bei den Spielen der Frankophonie in Kinshasa in 29:28,86 min den sechsten Platz über 10.000 Meter. Anschließend wurde er bei den Weltmeisterschaften in Budapest nach 2:25:14 h 56. im Marathon. Im Jahr darauf wurde er bei den Europameisterschaften in Rom nach 1:08:31 h 55. im Halbmarathon.
In den Jahren von 2011 bis 2014 sowie von 2017 bis 2022 wurde Soare rumänischer Meister im 5000-Meter-Lauf sowie 2012 und 2013 und von 2015 bis 2022 auch über 10.000 Meter. 2015 siegte er im Halbmarathon und 2023 im Marathonlauf. Zudem wurde er 2022 Hallenmeister im 3000-Meter-Lauf.

## Persönliche Bestleistungen
- 3000 Meter: 8:04,23 min, 27. Juni 2021 in Smederevo
  - 3000 Meter (Halle): 8:10,81 min, 27. Februar 2022 in Bukarest
- 5000 Meter: 13:45,49 min, 11. Juni 2022 in Carquefou
- 10.000 Meter: 28:25,38 min, 19. Mai 2018 in London
- Halbmarathon: 1:03:14 h, 17. Oktober 2020 in Gdynia
- Marathon: 2:13:29 h, 4. Dezember 2022 in Valencia